# Der Spitzname
Der Spitzname ist ein deutsch-österreichischer Spielfilm aus dem Jahr 2024 von Regisseur Sönke Wortmann nach einem Drehbuch von Claudius Pläging. Es handelt sich um den dritten Film in der Reihe nach Der Vorname (2018) und Der Nachname (2022); auch in diesem Werk handelt es sich um Gesellschaftskomödie und Familiensatire. Die Premiere der Filmkomödie war am 10. Oktober 2024 am Zurich Film Festival.

## Handlung
Anna und Thomas wollen heiraten und haben deshalb ihre Familie zu einem Kurztrip ins verschneite Tirol eingeladen. Anna hat für alle überraschend Karriere als Schauspielerin gemacht. Thomas steht kurz vor einer Beförderung in den Vorstand eines US-amerikanischen Immobilienkonzerns; hierfür muss er allerdings eine Sensibilitätsschulung bestehen, die ihn in eine Krise des Mobbing, Sexting und seiner anstehenden Ehe bringt. Er nennt die Tochter Paula, die er mit Anna hat, Paulchen, was den Bezug zum Filmtitel Spitzname hinsichtlich Geschlechtsidentität und Geschlechterwunsch der Eltern thematisiert.
Stephan reist nur widerwillig und schlecht gelaunt an. Niemand außer seiner Frau Elisabeth weiß, dass er nach einem Vorfall seine Anstellung als Literaturprofessor an der Universität verloren hat. Seine Frau Elisabeth ist die Schwester von Thomas; sie bessert seit einiger Zeit neben ihrem reduzierten Job als Lehrerin geschickt die Haushaltskasse heimlich mit Bitcoin-Handel auf.
Dorothea, die Mutter von Thomas und Elisabeth, ist mittlerweile mit René verheiratet und hat mit ihm auch Zwillinge von einer Leihmutter. René entpuppt sich als Helikopter-Vater. Mit dabei sind mit dem 18-jährigen Cajus und der 17-jährigen Antigone auch die Kinder von Stephan und Elisabeth. Cajus hat seinen Vornamen ohne Wissen der Eltern in Harry ändern lassen. Antigone fordert die Hochzeitsgesellschaft mit Themen des Wokismus, Feminismus und nichtbinärer Geschlechtsidentität heraus.
Zwischenmenschliche Krisen und Beziehungskonstellationen (z. B. ein gemeinsamer provokanter, vandalistischer Akt von Elisabeth, Antigone und Dorothea, die Sextingaffäre von Thomas oder die inhaltliche Hilfe Stefans für Annas Hochzeitsgelübde) überschatten das Familientreffen. Bald steht die geplante Hochzeit auf der Kippe.

## Produktion und Hintergrund
Die Dreharbeiten fanden  im Februar und März 2024 in Bayern und Tirol statt. Drehorte waren unter anderem Lienz, Dölsach, Matrei in Osttirol, Großdorf in Osttirol sowie St. Anton am Arlberg, das Hyperbowl Studio im bayerischen Penzing sowie das Gradonna Mountain Resort in Kals am Großglockner und das Großglockner Resort Kals–Matrei.
Produziert wurde der Film von der Münchner Constantin Film (Produzenten Tom Spieß und Christoph Müller) in Koproduktion mit der österreichischen Epo-Film (Produzent Jakob Pochlatko). Executive Producer waren Martin Moszkowicz und Oliver Berben. Unterstützt wurde die Produktion vom FilmFernsehFonds Bayern, dem Deutschen Filmförderfonds, der Filmförderungsanstalt, der Film- und Medienstiftung NRW und dem Österreichischen Filminstitut sowie  Cine Tirol.
Die Kamera führte Andreas Berger, die Musik schrieb Helmut Zerlett, die Montage verantwortete Martin Wolf. Den Ton gestaltete Sylvain Remy, das Kostümbild Anke Winckler, das Szenenbild Tilman Lasch und das Maskenbild Mirjam Himmelsberger, Diana Koeberlin und Tanja Drewitz. Als Green Consultant fungierte Marion Elisabeth Rossmann.

## Veröffentlichung
Auf dem Zurich Film Festival wurde der Film ab dem 10. Oktober 2024 als Gala-Premiere gezeigt.
Der deutsche und österreichische Kinostart erfolgte am 19. Dezember 2024.
Im Februar 2025 verzeichnete der Film über eine Million Kinobesucher und spielte damit über 10 Millionen Euro ein. Im Mai 2025 wurde der Film auf Blu-ray veröffentlicht.

## Rezeption
Filmjournalist Dieter Oßwald schreibt auf dem Arthaus-Portal Programmkino.de: „Das gut aufgelegte Star-Ensemble hat auch beim dritten Streich spürbar Spaß an dieser Farce. Ein furioses Dialog-Feuerwerk samt dem richtigen Gespür für Pausen und Pointen sorgt für ziemlich beste Unterhaltung.“ Einen großen Anteil am Erfolg habe das Drehbuch von Claudius Pläging: „So gekonnt selbstironisch zwischen blasierter Woke-Blase, grotesker Gender-Götterdämmerung und pampiger Besserwisserei zu jonglieren bedarf schon eines cleveren Pointen-Lieferanten, der auch Kroymann zur Premium-Comedy im deutschen Fernsehen macht.“
Markus Tschiedert vergab auf Filmstarts.de zwei von fünf Sternen. Der Spitzname wirke nur noch wie angehängt. Trotz einer spielerischen Lust, einander an die Kandare zu nehmen, fand er es ermüdend, wenn immer wieder dieselben überstrapazierten Themen auf den Tisch kommen. Die Familie sei ein Abbild von Leuten, die aus ihrer Blase heraus argumentieren. Gut situierte Leute in angesehenen Berufen und mit genügend Geld, keine Alltagsmenschen, die sich von ihrem Lohn kaum noch die Miete leisten können.
Oliver Armknecht bewertete den Film auf film-rezensionen.de mit fünf von zehn Punkten. Die zahlreichen Konflikte seien recht forciert, voller Klischees und nicht konsequent. Auch wenn das Ensemble wie schon bei den ersten beiden Teilen spielfreudig sei und es ein paar amüsante Szenen gebe, nerve das hier insgesamt mehr, als dass es wirklich Spaß mache.
Barbara Schweizerhof (drei von fünf Sternen) bezeichnete Herbst und Fitz auf epd-film.de als wunderbares Kontrahentenpaar. In ihrem pointenreichen Schlagabtausch mische sich das Spielerische mit wohldosierter Bösartigkeit. Leider erhielten die Frauen an ihren Seiten nie den nötigen Raum, um ihrerseits Spitzen zu entfalten. Und die ungelenk eingeflochtenen Erklärungen zu Zeitgeistphänomenen erinnerten sehr ans deutsche Fernsehen.

## Auszeichnungen und Nominierungen
Bayerischer Filmpreis 2024
- Auszeichnung in der Kategorie Bester Darsteller (Christoph Maria Herbst)[20][21]

Festival des deutschen Films 2025
- Nominierung für den Rheingold Publikumspreis[22]